# (4757) Liselotte
(4757) Liselotte (1973 ST) – planetoida z pasa głównego asteroid okrążająca Słońce w ciągu 7,85 lat w średniej odległości 3,95 j.a. Odkryta 19 września 1973 roku.